# Pimpla dohrnii
Pimpla dohrnii är en stekelart som beskrevs av Julius Theodor Christian Ratzeburg 1847. Pimpla dohrnii ingår i släktet Pimpla och familjen brokparasitsteklar. Inga underarter finns listade i Catalogue of Life.